# سه‌شنبه
سه‌شنبه چهارمین روز هفته در گاهشماری خورشیدی و همچنین دومین روز هفته در تقویم میلادی است.
ایزد ورهرام نگهبان این روز در فرهنگ ایران است. نام این روز در میان سغدیان و مانوی‌ها از به هم پیوستن دو واژه Wanxan و jmnw ساخته شده‌است. بخش نخست نام سغدی سیاره  بهرام و بخش دوم همان واژه روز در زبان فارسی است؛ بنابراین نام سه‌شنبه در ایران باستان Wanxan jmnw و برگردان این نام به فارسی، بهرام روز است.